# 馬渡島
馬渡島（まだらしま）は、東松浦半島最北端の波戸岬から約9km西の玄界灘にある島。
佐賀県唐津市に属する。住所は唐津市鎮西町馬渡島。

## 地理
佐賀県の最西端である。
面積は約4.24km2で、佐賀県で最も大きい島である。最高峰は番所ノ辻(237m)。

## 概要
- 面積 - 4.24km2
- 人口 - 295人（2021年令和3年4月）、　　　　437人（2010年国勢調査）

遺跡などから古くから人々が居住してきたと考えられ、大陸との航路にあたり、遣隋使、遣唐使の船の休憩地とされてきた。鎌倉時代の蒙古襲来（元寇）の伝説も残っている。現在は神道と仏教とカトリック、それぞれの教徒が共存しているが、元は神道と仏教だけであった。カトリックは、江戸時代後期にキリシタン弾圧を逃れるために長崎県の外海や平戸、五島などから移住してきた人々によって島に伝わった。
島は宮の本、野中、冬牧、二タ松（ふたまつ）の4つの集落からなっている。宮の本は本村とも呼ばれ、学校、診療所、警察官駐在所、商店、漁協、船着場があり、島の中心地といえる。また、神道・仏教徒のほとんどが宮の本に住んでいる。

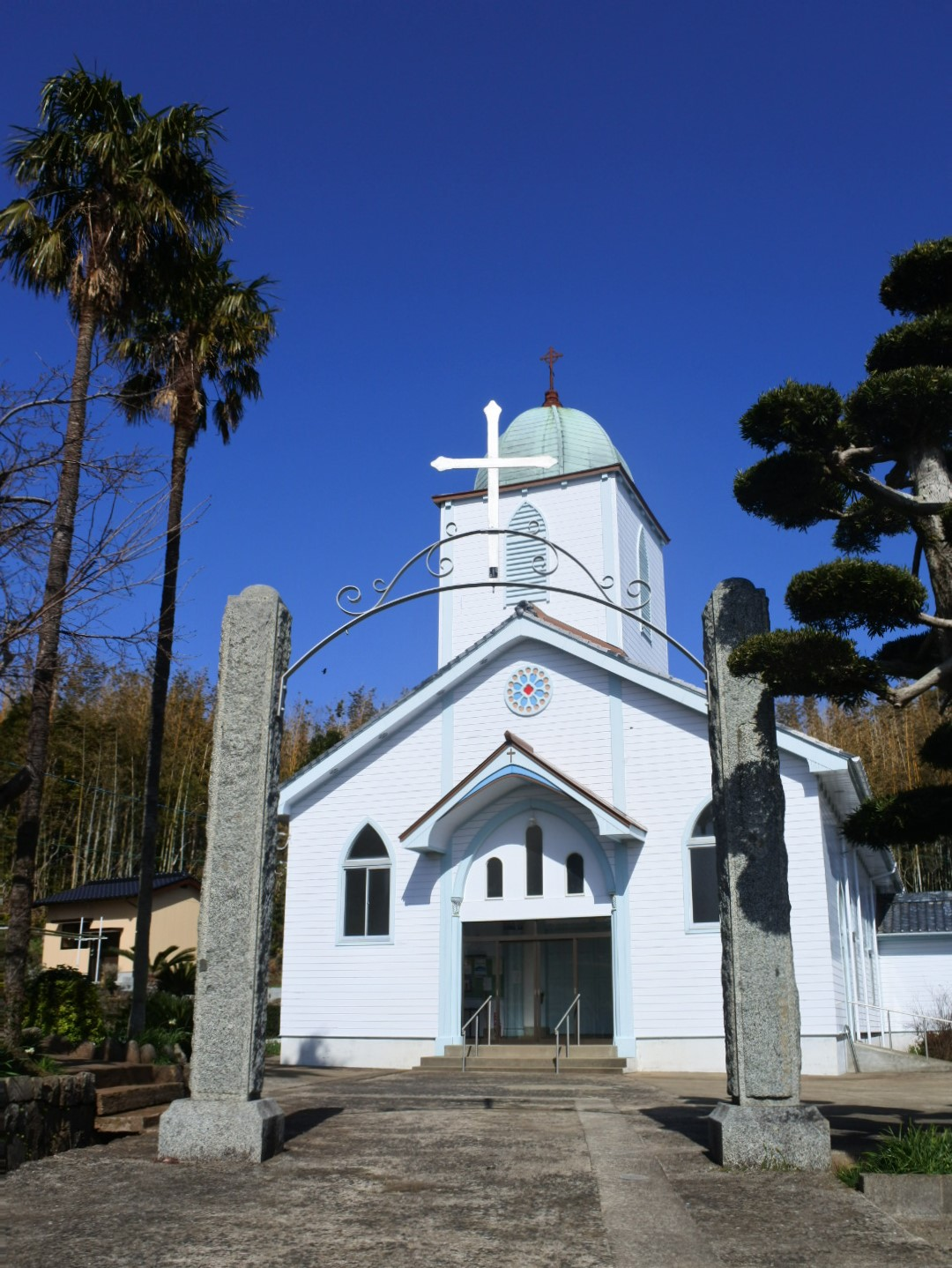
馬渡島天主堂

野中、冬牧、二タ松は江戸以降にできた集落で新村とも呼ばれ、ほとんどの人がカトリック信者である。田尻浜は、江戸時代に隠れキリシタンらが上陸したと語り継がれている場所で、現在は丘陵地にカトリック教会が建てられている。この教会は、1928年（昭和3年）に長崎県平戸島の紐差教会の旧聖堂を移築したものである。
玄界灘に面する周囲の海岸は釣りスポットとしても有名で、年間を通して釣り客が多い。

## 観光
・番所ノ辻 - 標高237.9ｍ。１等三角点で、狼煙をあげた跡もある。360度海が見渡せる。
・馬渡島カトリック教会

## 交通
唐津市の呼子港、名護屋港から有限会社郵正丸の定期船「ゆうしょう丸」が就航している。
- 呼子港〜（約10分）〜名護屋港〜（約35分）〜馬渡島[1]

## 施設

### 児童養護施設
・カトリック聖母園-2021年3月閉園

### 教育
- カトリック学校「海の星学園」-1946年（昭和21年）島の中心部に開校。昭和21年1957年度（昭和32年度）中学部廃校、1958年度（昭和33年度）小学部廃校。
- 唐津市立馬渡小中学校
- 聖母保育園

## 出身者
- 枩浦潟達也 - 昭和初期の大相撲力士
- 荒波秀義　 -昭和の大相撲力士
- 牧山雅文　-シドニーオリンピックアーチェリー選手